# Список серій телесеріалу «Розслідування Мердока»

## Сезони та серії
| Сезон | Сезон  | Епізоди | Оригінальний показ | Оригінальний показ | Оригінальний показ |
| Сезон | Сезон  | Епізоди | Прем'єра сезону    | Фінал сезону       | Фінал сезону       |
| ----- | ------ | ------- | ------------------ | ------------------ | ------------------ |
|       | Фільми | 3       | 13 травня 2004     | 8 вересня 2005     | Bravo!             |
|       | 1      | 13      | 20 січня 2008      | 13 квітня 2008     | City               |
|       | 2      | 13      | 10 лютого 2009     | 27 травня 2009     | City               |
|       | 3      | 13      | 14 березня 2010    | 13 червня 2010     | City               |
|       | 4      | 13      | 7 червня 2011      | 31 серпня 2011     | City               |
|       | 5      | 13      | 6 червня 2012      | 28 серпня 2012     | City               |
|       | 6      | 13      | 7 січня 2013       | 15 квітня 2013     | CBC                |
|       | 7      | 18      | 30 вересня 2013    | 7 квітня 2014      | CBC                |
|       | 8      | 18      | 6 жовтня 2014      | 30 березня 2015    | CBC                |
|       | 9      | 19      | 5 жовтня 2015      | 21 березня 2016    | CBC                |
|       | 10     | 19      | 10 жовтня 2016     | 20 березня 2017    | CBC                |
|       | 11     | 19      | 25 вересня 2017    | 19 березня 2018    | CBC                |
|       | 12     | 18      | 24 вересня 2018    | 4 березня 2019     | CBC                |
|       | 13     | 18      | 16 вересня 2019    | 2 березня 2020     | CBC                |
|       | 14     | 11      | 4 січня 2021       | 15 березня 2021    | CBC                |
|       | 15     | 24      | 13 вересня 2021    | 11 квітня 2022     | CBC                |
|       | 16     | 24      | 12 вересня 2022    | 10 квітня 2023     | CBC                |
|       | 17     | 24      | 4 жовтня 2023      | 8 квітня 2023      | CBC                |
|       | 18     | 22      | 30 вересня 2024    | TBA                | CBC                |

 Сезон 1 (2008)
| № у серіалі | № у сезоні | Українська назва               | Оригінальна назва             | Дата виходу     |
| ----------- | ---------- | ------------------------------ | ----------------------------- | --------------- |
| 1           | 1          | "Сила струму"                  | "Power"                       | 20 січня 2008   |
| 2           | 2          | "Скляна стеля"                 | "The Glass Ceiling"           | 27 січня 2008   |
| 3           | 3          | "Нокаут"                       | "The Knockdown"               | 3 лютого 2008   |
| 4           | 4          | "Елементарно, Мердоку!"        | "Elementary, My Dear Murdoch" | 10 лютого 2008  |
| 5           | 5          | "Доки смерть не розлучить нас" | "Till Death Do Us Part"       | 17 лютого 2008  |
| 6           | 6          | "Не буди лихо"                 | "Let Loose the Dogs"          | 24 лютого 2008  |
| 7           | 7          | "Остання роль"                 | "Body Double"                 | 2 березня 2008  |
| 8           | 8          | "Спокійні води"                | "Still Waters"                | 9 березня 2008  |
| 9           | 9          | "Черевомовець"                 | "Belly Speaker"               | 16 березня 2008 |
| 10          | 10         | "Недитячі ігри"                | "Child's Play"                | 23 березня 2008 |
| 11          | 11         | "Гірка пігулка"                | "Bad Medicine"                | 31 березня 2008 |
| 12          | 12         | "Принц та бунтар"              | "The Prince and the Rebel"    | 6 квітня 2008   |
| 13          | 13         | "Надокучлива червона планета"  | "The Annoying Red Planet"     | 13 квітня 2008  |

Сезон 2 (2009)
| № у серіалі | № у сезоні | Українська назва           | Оригінальна назва        | Дата виходу     |
| ----------- | ---------- | -------------------------- | ------------------------ | --------------- |
| 14          | 1          | "Історії Дикого Заходу"    | "Mild Mild West"         | 10 лютого 2009  |
| 15          | 2          | "Змійки та драбинки"       | "Snakes and Ladders"     | 10 лютого 2009  |
| 16          | 3          | "Динозаврова лихоманка"    | "Dinosaur Fever"         | 17 лютого 2009  |
| 17          | 4          | "Великий Гудіні"           | "Houdini Whodunit"       | 24 лютого 2009  |
| 18          | 5          | "Зелена муза"              | "The Green Muse"         | 3 березня 2009  |
| 19          | 6          | "Відтінки сірого"          | "Shades of Grey"         | 10 березня 2009 |
| 20          | 7          | "Вбивство в університеті"  | "Big Murderer on Campus" | 17 березня 2009 |
| 21          | 8          | "Я, Мердок"                | "I, Murdoch"             | 24 березня 2009 |
| 22          | 9          | "Одужання"                 | "Convalescence"          | 31 березня 2009 |
| 23          | 10         | "Вбивство через телеграф"  | "Murdoch.com"            | 6 травня 2009   |
| 24          | 11         | "Спитаймо дівчину"         | "Let Us Ask the Maiden"  | 13 травня 2009  |
| 25          | 12         | "Вовкулаки"                | "Werewolves"             | 20 травня 2009  |
| 26          | 13         | "Все, що можна зробити..." | "Anything You Can Do..." | 27 травня 2009  |

Сезон 3 (2010)
| № у серіалі | № у сезоні | Українська назва                  | Оригінальна назва           | Дата виходу     |
| ----------- | ---------- | --------------------------------- | --------------------------- | --------------- |
| 27          | 1          | "Хто я такий?"                    | "The Murdoch Identity"      | 14 березня 2010 |
| 28          | 2          | "Велика стіна"                    | "The Great Wall"            | 21 березня 2010 |
| 29          | 3          | "Віктор, Вікторія"                | "Victor, Victorian"         | 28 березня 2010 |
| 30          | 4          | "Багатий хлопчик, бідний хлопчик" | "Rich Boy, Poor Boy"        | 4 квітня 2010   |
| 31          | 5          | "Я, знову я та Мердок"            | "Me, Myself and Murdoch"    | 11 квітня 2010  |
| 32          | 6          | "Одинадцятий"                     | "This One Goes to Eleven"   | 25 квітня 2010  |
| 33          | 7          | "Кров і цирк"                     | "Blood and Circuses"        | 2 травня 2010   |
| 34          | 8          | "Недосконале майбутнє"            | "Future Imperfect"          | 9 травня 2010   |
| 35          | 9          | "Любов та мерці"                  | "Love and Human Remains"    | 16 травня 2010  |
| 36          | 10         | "Прокляття родини Бітонів"        | "The Curse of Beaton Manor" | 23 травня 2010  |
| 37          | 11         | "Кат"                             | "Hangman"                   | 30 травня 2010  |
| 38          | 12         | "Оголена модель"                  | "In the Altogether"         | 6 червня 2010   |
| 39          | 13         | "Ефект Тесли"                     | "The Tesla Effect"          | 13 червня 2010  |

Сезон 4 (2011)
| № у серіалі | № у сезоні | Українська назва        | Оригінальна назва       | Дата виходу     |
| ----------- | ---------- | ----------------------- | ----------------------- | --------------- |
| 40          | 1          | "Вбиті та пошматовані"  | "All Tattered and Torn" | 15 лютого 2011  |
| 41          | 2          | "Коммандо"              | "Kommando"              | 22 лютого 2011  |
| 42          | 3          | "Загадка в Баффало"     | "Buffalo Shuffle"       | 1 березня 2011  |
| 43          | 4          | "Вниз, вгору"           | "Downstairs, Upstairs"  | 8 березня 2011  |
| 44          | 5          | "Месьє Мердок"          | "Monsieur Murdoch"      | 15 березня 2011 |
| 45          | 6          | "Глухий кут"            | "Dead End Street"       | 22 березня 2011 |
| 46          | 7          | "Скарб конфедератів"    | "Confederate Treasure"  | 29 березня 2011 |
| 47          | 8          | "Телефонні ігри"        | "Dial M for Murdoch"    | 5 квітня 2011   |
| 48          | 9          | "Чорна рука"            | "The Black Hand"        | 12 квітня 2011  |
| 49          | 10         | "Голоси"                | "Voices"                | 19 квітня 2011  |
| 50          | 11         | "Жага крові"            | "Bloodlust"             | 26 квітня 2011  |
| 51          | 12         | "Поцілунок бандита"     | "The Kissing Bandit"    | 3 травня 2011   |
| 52          | 13         | "Мердок у Країні Чудес" | "Murdoch in Wonderland" | 10 травня 2011  |

Сезон 5 (2012)
| № у серіалі | № у сезоні | Українська назва                              | Оригінальна назва                   |                 |
| ----------- | ---------- | --------------------------------------------- | ----------------------------------- | --------------- |
| 53          | 1          | "Мердок з Клондайка"                          | "Murdoch of the Klondike"           | 28 лютого 2012  |
| 54          | 2          | "Назад і ліворуч"                             | "Back and to the Left"              | 6 березня 2012  |
| 55          | 3          | "Єгипетське зурочення"                        | "Evil Eye of Egypt"                 | 13 березня 2012 |
| 56          | 4          | "Боротьба з тероризмом"                       | "War on Terror"                     | 20 березня 2012 |
| 57          | 5          | "Мердок у опері"                              | "Murdoch at the Opera"              | 27 березня 2012 |
| 58          | 6          | "Хто вбив електромобіль?"                     | "Who Killed the Electric Carriage?" | 3 квітня 2012   |
| 59          | 7          | "Прогулянки темної сторони душі" (Частина 1)  | "Stroll on the Wild Side (Part 1)"  | 10 квітня 2012  |
| 60          | 8          | "Прогулянки темної сторони душі" (Частина 2)" | "Stroll on the Wild Side (Part 2)"  | 17 квітня 2012  |
| 61          | 9          | "Виставка винаходів"                          | "Invention Convention"              | 24 квітня 2012  |
| 62          | 10         | "Сходи до неба"                               | "Staircase to Heaven"               | 1 травня 2012   |
| 63          | 11         | "Мердок у світі іграшок"                      | "Murdoch in Toyland"                | 8 травня 2012   |
| 64          | 12         | "Вечір Мердока в Канаді"                      | "Murdoch Night in Canada"           | 15 травня 2012  |
| 65          | 13         | "Мердок двадцятого століття"                  | "Twentieth Century Murdoch"         | 22 травня 2012  |

Сезон 6 (2013)
| № у серіалі | № у сезоні | Українська назва              | Оригінальна назва               |                 |
| ----------- | ---------- | ----------------------------- | ------------------------------- | --------------- |
| 66          | 1          | Мердок у повітрі              | "Murdoch Air"                   | 7 січня 2013    |
| 67          | 2          | Забута ніч Вінстона           | "Winston's Lost Night"          | 14 січня 2013   |
| 68          | 3          | "Мердок на перехресті"        | "Murdoch on the Corner"         | 21 січня 2013   |
| 69          | 4          | "Дослідження Шерлока Холмса"  | "A Study in Sherlock"           | 28 січня 2013   |
| 70          | 5          | "Мердок у чому мати народила" | "Murdoch Au Naturel"            | 4 лютого 2013   |
| 71          | 6          | "Мердок і хмара смерті"       | "Murdoch and the Cloud of Doom" | 11 лютого 2013  |
| 72          | 7          | "Привид Королівського Парку"  | "The Ghost of Queen's Park"     | 25 лютого 2013  |
| 73          | 8          | "Мердок у жіночому магазині"  | "Murdoch in Ladies Wear"        | 4 березня 2013  |
| 74          | 9          | "Хрест Вікторії"              | "Victoria Cross"                | 11 березня 2013 |
| 75          | 10         | "Дурні сестри"                | "Twisted Sisters"               | 18 березня 2013 |
| 76          | 11         | "Убивчо-вічне кохання"        | "Lovers in a Murderous Time"    | 25 березня 2013 |
| 77          | 12         | "Злочин і кара"               | "Crime & Punishment"            | 8 квітня 2013   |
| 78          | 13         | "Пастка для Мердока"          | "The Murdoch Trap"              | 15 квітня 2013  |

Сезон 7 (2013-2014)
| № у серіалі | № у сезоні | Українська назва                              | Оригінальна назва                                    |                   |
| ----------- | ---------- | --------------------------------------------- | ---------------------------------------------------- | ----------------- |
| 79          | 1          | Мердок на кораблі                             | "Murdoch Ahoy"                                       | 30 вересня 2013   |
| 80          | 2          | Мердок на велогонці                           | "Tour de Murdoch"                                    | 7 жовтня 2013     |
| 81          | 3          | "Фільм про пригоди детектива Вільяма Мердока" | "The Filmed Adventures of Detective William Murdoch" | 14 жовтня 2013    |
| 82          | 4          | "Повернення Шерлока Холмса"                   | "The Return of Sherlock"                             | 21 жовтня 2013    |
| 83          | 5          | "Мердок і живі мерці"                         | "Murdoch of the Living Dead"                         | 28 жовтня 2013    |
| 84          | 6          | Фобія Мердока                                 | "Murdochophobia"                                     | 4 листопада 2013  |
| 85          | 7          | "Мердок і чудовисько"                         | "Loch Ness Murdoch"                                  | 18 листопада 2013 |
| 86          | 8          | "Республіка Мердока"                          | "Republic of Murdoch"                                | 25 листопада 2013 |
| 87          | 9          | "Опівнічний потяг до Кінгстона"               | "Midnight Train to Kingston"                         | 2 грудня 2013     |
| 88          | 10         | "Мердок і реґтайм"                            | "Murdoch in Ragtime"                                 | 6 січня 2014      |
| 89          | 11         | "Мандрівка до центру Торонто"                 | "Journey to the Centre of Toronto"                   | 13 січня 2014     |
| 90          | 12         | Незакінчена справа                            | "Unfinished Business"                                | 20 січня 2014     |
| 91          | 13         | Мердок і шахрайка                             | "The Murdoch Sting"                                  | 27 січня 2014     |
| 92          | 14         | "П'ятниця 13те, 1901"                         | "Friday the 13th, 1901"                              | 3 березня 2014    |
| 93          | 15         | "Необачливий шпигун"                          | "The Spy Who Came Up to the Cold"                    | 10 березня 2014   |
| 94          | 16         | "Кунг-фу Кребтрі"                             | "Kung Fu Crabtree"                                   | 24 березня 2014   |
| 95          | 17         | "Вибух тиші"                                  | "Blast of Silence"                                   | 31 березня 2014   |
| 96          | 18         | "Смерть доктора Огдена"                       | "The Death of Dr. Ogden"                             | 7 квітня 2014     |

Сезон 8 (2014-2015)
| № у серіалі | № у сезоні | Українська назва             | Оригінальна назва                  |                   |
| ----------- | ---------- | ---------------------------- | ---------------------------------- | ----------------- |
| 97          | 1          | "В порту (Частина 1)"        | "On the Waterfront (Part 1)"       | 6 жовтня 2014     |
| 98          | 2          | "В порту (Частина 2)"        | "On the Waterfront (Part 2)"       | 13 жовтня 2014    |
| 99          | 3          | "Дні слави"                  | "Glory Days"                       | 20 жовтня 2014    |
| 100         | 4          | "Священні узи шлюбу"         | "Holy Matrimony, Murdoch!"         | 3 листопада 2014  |
| 101         | 5          | "Мердок підкорює Мангеттен"  | "Murdoch Takes Manhattan"          | 10 листопада 2014 |
| 102         | 6          | "Товариство шанувальників"   | "The Murdoch Appreciation Society" | 17 листопада 2014 |
| 103         | 7          | "Те, що поховано"            | "What Lies Buried"                 | 24 листопада 2014 |
| 104         | 8          | "Висока напруга"             | "High Voltage"                     | 1 грудня 2014     |
| 105         | 9          | "Кістоунські констеблі"      | "The Keystone Constables"          | 8 грудня 2014     |
| 106         | 10         | "Мердок і Храм смерті"       | "Murdoch and the Temple of Death"  | 12 січня 2015     |
| 107         | 11         | "Весь цей блиск"             | "All That Glitters"                | 19 січня 2015     |
| 108         | 12         | "Диявольські корсети"        | "The Devil Wears Whalebone"        | 26 січня 2015     |
| 109         | 13         | "Невиліковні"                | "The Incurables"                   | 9 лютого 2015     |
| 110         | 14         | "Проблема дівчини з Торонто" | "Toronto's Girl Problem"           | 16 лютого 2015    |
| 111         | 15         | "Кораблетроща"               | "Shipwreck"                        | 23 лютого 2015    |
| 112         | 16         | "Розслідування Кребтрі"      | "CrabtreeMania"                    | 16 березня 2015   |
| 113         | 17         | "День виборів"               | "Election Day"                     | 23 березня 2015   |
| 114         | 18         | "Спритний детектив"          | "Artful Detective"                 | 30 березня 2015   |

Сезон 9 (2015-2016)
| № у серіалі | № у сезоні | Українська назва              | Оригінальна назва           |                   |
| ----------- | ---------- | ----------------------------- | --------------------------- | ----------------- |
| 115         | 1          | "Незаперечена провина"        | "Nolo Contendere"           | 5 жовтня 2015     |
| 116         | 2          | "Марк Твен"                   | "Marked Twain"              | 12 жовтня 2015    |
| 117         | 3          | "Подвійне життя"              | "Double Life"               | 26 жовтня 2015    |
| 118         | 4          | "Оголені леді"                | "Barenaked Ladies"          | 2 листопада 2015  |
| 119         | 5          | "За 24 години до кінця світу" | "24 Hours Til Doomsday"     | 9 листопада 2015  |
| 120         | 6          | "Боротьба за сухий закон"     | "The Local Option"          | 16 листопада 2015 |
| 121         | 7          | "Літо 1875 року"              | "Summer of '75"             | 23 листопада 2015 |
| 122         | 8          | "Опіумні мрії"                | "Pipe Dreamzzz"             | 30 листопада 2015 |
| -           | S01        | "Щасливого Різдва, Мердоку"   | "A Merry Murdoch Christmas" | 21 грудня 2015    |
| 123         | 9          | "День малюка"                 | "Raised on Robbery"         | 11 січня 2016     |
| 124         | 10         | "Великий холод"               | "The Big Chill"             | 18 січня 2016     |
| 125         | 11         | "Дивний мандраж"              | "A Case of the Yips"        | 28 січня 2016     |
| 126         | 12         | "Нещаслива у коханні"         | "Unlucky in Love"           | 1 лютого 2016     |
| 127         | 13         | "Расові забобони"             | "Colour Blinded"            | 8 лютого 2016     |
| 128         | 14         | "Дике дитя"                   | "Wild Child"                | 22 лютого 2016    |
| 129         | 15         | "Робітний будинок"            | "House of Industry"         | 29 лютого 2016    |
| 130         | 16         | "Чорт забирай"                | "Bloody Hell"               | 7 березня 2016    |
| 131         | 17         | "Із Буффало з любов'ю"        | "From Buffalo with Love"    | 14 березня 2016   |
| 132         | 18         | "Перехожий стрілок"           | "Cometh the Archer"         | 21 березня 2016   |

Сезон 10 (2016-2017)
| № у серіалі | № у сезоні | Українська назва             | Оригінальна назва               |                   |
| ----------- | ---------- | ---------------------------- | ------------------------------- | ----------------- |
| 133         | 1          | "Палкі дні, Частина 1"       | "Great Balls of Fire, Part 1"   | 10 жовтня 2016    |
| 134         | 2          | "Палкі дні. Частина 2"       | "Great Balls of Fire, Part 2"   | 17 жовтня 2016    |
| 135         | 3          | "Історія Фредді Пінк"        | "A Study in Pink"               | 24 жовтня 2016    |
| 136         | 4          | "Вигадаючи вбивцю"           | "Concocting a Killer"           | 31 жовтня 2016    |
| 137         | 5          | "Гірка пігулка"              | "Jagged Little Pill"            | 7 листопада 2016  |
| 138         | 6          | "Грай, як Брекенрід"         | "Bend It Like Brakenreid"       | 14 листопада 2016 |
| 139         | 7          | "Розфарбовані дами"          | "Painted Ladies"                | 21 листопада 2016 |
| 140         | 8          | "Великий свідок"             | "Weekend at Murdoch's"          | 28 листопада 2016 |
| 141         | 9          | "У пошуках вічної молодості" | "Excitable Chap"                | 5 грудня 2016     |
| -           | S02        | "Колись на Різдво у Мердока" | "Once Upon a Murdoch Christmas" | 12 грудня 2016    |
| 142         | 10         | "Диявол всередині"           | "The Devil Inside"              | 9 січня 2017      |
| 143         | 11         | "Собача робота"              | "A Murdog Mystery"              | 16 січня 2017     |
| 144         | 12         | "Несподіване возз'єднання"   | "The Missing"                   | 23 січня 2017     |
| 145         | 13         | "Район містера Мердока"      | "Mr. Murdoch's Neighbourhood"   | 6 лютого 2017     |
| 146         | 14         | "Мердок на віки-вічні"       | "From Murdoch to Eternity"      | 13 лютого 2017    |
| 147         | 15         | "Фурія Аїду ніщо"            | "Hades Hath No Fury"            | 20 лютого 2017    |
| 148         | 16         | "Містер Лавкрафт"            | "Master Lovecraft"              | 27 лютого 2017    |
| 149         | 17         | "Королеви катання"           | "Hot Wheels of Thunder"         | 13 березня 2017   |
| 150         | 18         | "Наслідки"                   | "Hell to Pay"                   | 20 березня 2017   |